# Impasse Milord
L'impasse Milord est une voie située dans le quartier des Grandes-Carrières du 18e arrondissement de Paris.

## Origine du nom
« Milord » est le nom pittoresque donné par les habitants de cette impasse, pour la plupart chiffonniers, pour désigner la hotte qu'ils portent sur le dos et dont ils se servent pour entasser les chiffons et les vieux papiers qu'ils vont ramasser dans les nombreuses poubelles de la métropole.

## Historique
Cette impasse privée ouverte en 1885 a été classée dans la voirie parisienne par un arrêté municipal du 16 décembre 1992 après être devenue une voie publique.
Le 21 mars 1915, une bombe lâchée d'un zeppelin tomba dans cette impasse.